# Комсомол (район Рудаки)
Комсомол (Зайнабобод; тадж. Комсомол) — село в районе Рудаки Республики Таджикистан. Административный центр джамоата (сельской общины) Зайнабобод района Рудаки.
Находится на расстоянии 12 км от райцентра (пгт. Сомониён). 
Население — 2561 чел. (2017).